# Angraecum zeylanicum
Angraecum zeylanicum är en orkidéart som beskrevs av John Lindley. Angraecum zeylanicum ingår i släktet Angraecum och familjen orkidéer. Inga underarter finns listade i Catalogue of Life.